# HD 206291
HD 206291，又名CD-2515545，SAO 190555、HR 8282，是一颗恒星，视星等为6.49，位于銀經24.56，銀緯-47.63，其B1900.0坐标为赤經21h 36m 2.3s，赤緯-25° -47.63′ 23″。